# Hans Poulsen Resen
Hans Poulsen Resen, född 2 februari 1561 i Resen, död 14 september 1638, var biskop över Själlands stift, där han avled. Han var far till den senare biskopen Hans Hansen Resen och farfar till juristen Peder Hansen Resen.
År 1591 blev han professor i dialektik (filosoﬁ och retorik) vid Köpenhamns universitet. Han fick i uppdrag, och genomförde, en översättning av Bibeln till danska. Som psalmförfattare är han representerad i danska Psalmebog for Kirke og Hjem.

## Psalmer
- Min største hjertens glæde, bearbetade 1632 den tidigare översatta tyska texten av Johann Walter från 1552
- O hjertekære Jesus Krist, diktad omkring 1640